# Brandão
Pour les articles homonymes, voir Brandão (homonymie).
Evaeverson Lemos da Silva dit Brandão, né le 16 juin 1980 à São Paulo, est un ancien footballeur brésilien, naturalisé français en 2014, qui évoluait au poste d'attaquant.

## Carrière

### Débuts au Brésil
Brandão commence sa carrière au Brésil, son pays natal, dans des clubs de seconde zone avant d'arriver dans un club un peu plus huppé : le São Caetano.

### Chakhtar Donetsk
Il est contacté par le FC Chakhtar Donetsk, club ukrainien fraîchement présidé par le milliardaire Rinat Akhmetov ; club qui recrute de nombreux Brésiliens à forts coûts tels que : Fernandinho, Jádson, Ilsinho, Luiz Adriano, Willian, Elano et Matuzalém. Au sein de cette colonie brésilienne, Brandão gagne trois titres de champions d'Ukraine (2005, 2006 et 2008), deux coupes d'Ukraine (2004 et 2008) et deux supercoupes d'Ukraine (2005 et 2008).
C'est durant la saison 2005-2006 que Brandão se fait remarquer en terminant meilleur buteur du Championnat ukrainien en marquant 15 buts en 26 matchs. Brandão accumule l'expérience du haut niveau en jouant tous les ans la Ligue des champions. Son rêve étant de porter un jour les couleurs de la Seleção, il sait que le championnat ukranien est très peu suivi au Brésil et décide d'un départ.

### Olympique de Marseille
En fin d'année 2008, Brandão a deux choix, opter pour un retour au Brésil ou se diriger vers une équipe européenne. Lors du mercato hivernal de 2009, il est d'abord contacté par Palmeiras qui lui propose un retour au pays. Mais début janvier 2009, l'Olympique de Marseille engage les négociations pour le recruter. Il est intéressé par le challenge qui pourrait lui permettre d'obtenir enfin sa première sélection en équipe du Brésil et ainsi montrer à Dunga qu'il mérite sa place chez les Auriverde.
Le 13 janvier 2009, il signe à l'Olympique de Marseille un contrat de trois ans et demi pour un montant de six millions d'euros.
Le 17 janvier suivant, il fait ses débuts au Stade Vélodrome en Ligue 1 contre Le Havre en rentrant à la place de Samassa à la 72e minute de jeu (2-0). N'ayant pas disputé le moindre match de championnat depuis le 30 novembre (le championnat ukrainien effectuait sa longue pause hivernale), Brandão est à court de compétition et ses premiers matchs sous les couleurs olympiennes sont logiquement difficiles, ce qui ne manquera pas d'éveiller un certain scepticisme de la part des observateurs.
Brandão inscrit son premier but, décisif, au Stade Michel-d'Ornano contre le SM Caen (0-1). Mais le déclic aura véritablement lieu lors du match PSG-OM, où Brandão ne marque pas mais effectue une partie de haute facture, étant impliqué dans les deux premiers buts marseillais (1-3).

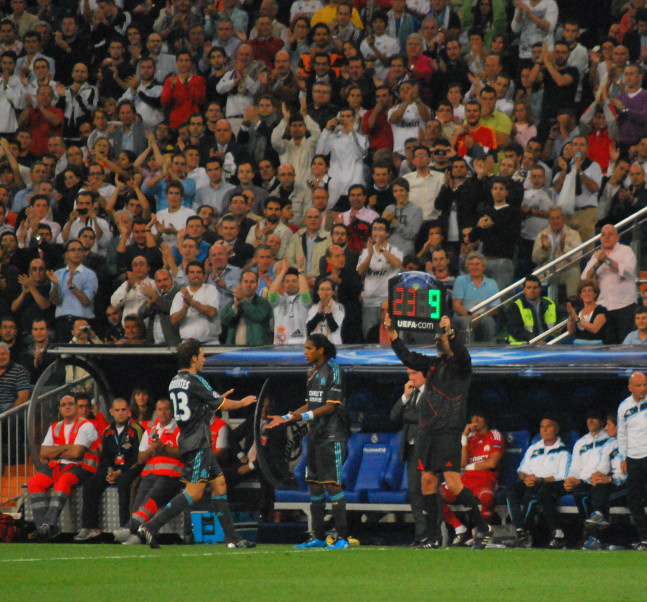
Entrée de Brandão durant le match de Ligue des champions 2009-2010 entre le Real Madrid CF et l'Olympique de Marseille.

Pour la saison 2009/2010, il repart sur les mêmes bases avec quatre buts marqués lors des douze premières journées de championnat. Il marque son premier but européen avec l'OM en inscrivant le sixième but lors de la victoire 6-1 de l'OM face au FC Zurich lors de la 4e journée de la Ligue des champions.
Malgré cela, il est assez critiqué pour son manque de réalisme devant le but adverse avec un bon nombre d'occasions ratées, mais on peut cependant louer son abattage à toute épreuve et son jeu très éprouvant pour les défenses adverses.
Le 13 janvier 2010, il marque un doublé et délivre une passe décisive en Coupe de la Ligue face à l'AS Saint-Étienne pour une victoire 3-2 et une qualification en quart de finale. Il réitère cette performance en demi-finale au Stadium face au Toulouse FC (victoire 2-1 après prolongations) en inscrivant un nouveau but le 27 mars 2010, l'Olympique de Marseille remporte la finale face aux Girondins de Bordeaux, Brandão est titulaire et acquiert donc son premier titre avec l'OM.
Il est ensuite sacré champion de France le 5 mai 2010 après la victoire 3-1 contre le Stade rennais.
Lors du début de saison 2010-2011, il purge une suspension de trois matchs à la suite d'un coup de coude sur un adversaire lors de la 35e journée du championnat précédent. Il assiste donc en tribunes à la victoire de son équipe lors du Trophée des champions contre le Paris-Saint-Germain aux tirs au but, ainsi qu’aux deux premières journées de championnat.
Il fait son retour lors de la 3e journée contre Lorient. Pendant la première partie de sa saison, il tarde à ouvrir son compteur. Il le débloque enfin en Ligue des champions contre le Spartak Moscou lors de la victoire 3-0 de son équipe, victoire qui envoie le club en huitièmes de finale.
Il récidive, toujours en Ligue des champions, lors de la victoire de prestige de son équipe contre Chelsea FC. Il participe activement à la qualification de l'OM en finale de la Coupe de la Ligue en marquant le premier des deux buts contre l'AJ Auxerre au stade de l'Abbé-Deschamps.

### Cruzeiro EC
Brandao est prêté au club brésilien à la suite d'une affaire de mœurs dans laquelle il est directement impliqué. Il est accusé de viol à la suite d'une soirée en boîte de nuit à Aix en Provence.
L'OM prête le joueur de football au club brésilien de Cruzeiro EC. Ce prêt, jusqu'à la fin de l'année 2011, est assorti d'une option d'achat de quatre millions d'euros. 
Peinant à s'imposer au sein de l'effectif du club de Belo Horizonte (aucun but marqué en six apparitions), Brandão se voit indiquer la porte de sortie par ses dirigeants, moins de cinq mois après son arrivée. Ces derniers lui reprochent son manque d'impact offensif et ses statistiques faméliques.

### Grêmio Porto Alegre
En août 2011, il est prêté pour un an au club brésilien de Grêmio Porto Alegre. Au sein d'un club à la peine offensivement, Brandão peine une fois de plus à s'imposer. C'est lors de sa sixième apparition sous le maillot de Grêmio que Brandão débloque son compteur but d'une tête puissante à un mètre de la ligne de but face à Bahia. Ce but sonne comme une délivrance pour l'attaquant brésilien, qui n'avait plus marqué depuis huit mois. Le 5 octobre 2011, il offre la victoire aux siens face au Santos FC de Neymar en inscrivant l'unique but du match en début de rencontre.

### Retour à l'Olympique de Marseille
Début 2012, l'OM refuse une offre de renouvellement du prêt de Brandão pour un an. Auteur de quatre réalisations en quatorze rencontres de championnat, l'attaquant brésilien quitte donc Grêmio Porto Alegre le 8 janvier 2012 et revient à Marseille à la demande de Didier Deschamps. Ce retour coïncide avec le départ des frères Jordan et André Ayew pour la Coupe d'Afrique des nations 2012. Le 22 janvier 2012, Brandão inscrit son premier but depuis son retour contre Le Havre en Coupe de France.
Le 13 mars 2012, Brandão qualifie l'OM en quarts de finale de la Ligue des champions en marquant un but dans le temps additionnel du huitième de finale retour face à l'Inter Milan après être entré en jeu quatre minutes plus tôt. Vainqueur 1-0 à l'aller, Marseille se qualifie grâce à ce but à l'extérieur malgré sa défaite (2-1). Cependant, le club marseillais est éliminé de la compétition en quarts de finale à la suite de ses deux défaites face au Bayern Munich (0-2, 2-0).
Le 14 avril 2012, il marque le seul but du match lors de la finale de la Coupe de la Ligue face à l'Olympique lyonnais. Entré en jeu à la 97e minute, il ne lui faut que sept minutes pour ouvrir le score et offrir à l'OM sa troisième Coupe de la Ligue d'affilée.
Le 13 juin 2012, l'Olympique de Marseille annonce que le contrat du joueur, qui arrive à expiration le 30 juin 2012, n'est pas renouvelé.

### AS Saint-Étienne
Le 13 août 2012, Brandão signe un contrat de deux ans en faveur de l'AS Saint-Étienne. Il marque son premier but avec les Verts lors du 16e de finale de la Coupe de la Ligue à Lorient (1-1, 0-3 aux tirs au but). Le 5 octobre suivant, il marque un doublé lors du match comptant pour la 8e journée de Ligue 1 face à l'AS Nancy-Lorraine (4-0).
En parallèle, Brandão bénéficiera d'une ordonnance de non-lieu concernant l'affaire de viol dans laquelle il était impliqué en mars 2011.
Le 20 avril 2013, il offre le trophée de la Coupe de la Ligue à l'AS Saint-Étienne en inscrivant le seul but de la finale face au Stade rennais FC (1-0). L'ASSE n'avait plus gagné de trophées depuis 32 ans.
Avec 14 buts marqués toutes compétitions confondues, Brandão réalise en 2012-2013 sa meilleure saison depuis 2007-2008 (19 buts avec le Shakhtar Donetsk).
Il annonce lors d'une interview qu'il souhaiterait jouer avec l'Équipe de France.

### SC Bastia
Après deux ans passés à Saint-Étienne, il rejoint Bastia officiellement le 5 août 2014 pour une durée de deux ans. Le transfert mit plusieurs jours à s'officialiser à cause d'une clause dans le contrat de Brandão le liant à Saint-Étienne. Cependant le problème fut réglé et il fut transféré à Bastia.

#### Agression sur Thiago Motta
Le 16 août 2014 à la fin du match contre le Paris Saint-Germain, à la suite d'une altercation verbale virulente sur le terrain, il assène un coup de tête sur le nez de Thiago Motta dans le couloir du Parc des Princes. Aussitôt, Thiago Motta apparaît le nez en sang, fracturé à 90 % selon le médecin du club Éric Rolland, devant les caméras de Canal+. Le président du Paris Saint-Germain Nasser Al-Khelaïfi, présent lors de l'altercation, restitue tout de suite les images de vidéosurveillance aux médias et appelle à la télévision « une sanction à vie pour Brandão », on apprend plus tard qu'il décide également de porter plainte au nom du club contre le joueur bastiais. Brandão risque jusqu'à 2 ans de suspension ferme ce qui entraînera la fin de sa carrière. Son entraîneur Claude Makelele promet « de lourdes sanctions » et les dirigeants du club cherchent même à le licencier. Le lendemain, le club parisien indique dans un communiqué que Thiago Motta souffre d'une fracture du nez non déplacée qui devrait l'éloigner des terrains pendant plusieurs semaines. Par ailleurs, Brandão a également causé une fracture du dos à Gregory van der Wiel, sorti à la mi-temps.
Le 18 août 2014, le SC Bastia condamne Brandão dans un communiqué et décide de ne pas prendre de sanction à l'encontre du joueur mais « se réserve toute possibilité d’action ultérieure ». Plus tard, le président du club bastiais déclare sur l'antenne de RMC que Brandão ne sera pas présent lundi soir à l'entraînement.
Le 19 août 2014, une enquête préliminaire pour « violence volontaire aggravée par la préméditation » a été ouverte au Parquet de Paris. Le 21 août 2014, la commission de discipline de la Ligue de football professionnel suspend Brandão à titre conservatoire jusqu'au 18 septembre. Le 18 septembre 2014, Brandão écope de six mois ferme de suspension. C'est la deuxième plus lourde sanction infligée à un joueur dans le championnat de France de football. Le 27 novembre 2014, Brandão est condamné à un mois de prison ferme, mais bénéficiant d'un aménagement de peine, il ne connaîtra pas la prison pour son geste à l'encontre du joueur parisien Thiago Motta. Sa suspension prend fin le 22 février 2015 mais son retour est retardé à cause d'une blessure au tendon de la cuisse droite. Il ne retrouve ainsi la compétition que le 11 avril 2015, lors de la finale de la Coupe de la Ligue contre le Paris Saint-Germain (0-4) en entrant en jeu à neuf minutes de la fin du temps réglementaire et participe pour le coup à sa quatrième finale dans la compétition.
Le 3 juin 2015, Brandao saisit les prud'hommes pour réclamer au club de Bastia le paiement de salaires impayés, une somme de 714 000 euros.
Il commence mal la saison 2015-2016 en étant expulsé dès la première journée de championnat à la suite d'un coup de crampons sur Pedro Mendes. Lors de son retour de suspension, il marque son premier but sous le maillot corse lors d'une défaite au Stade Vélodrome contre son ancien club de l'Olympique de Marseille.
Au mois de juillet 2016, le club du Sporting Club de Bastia résilie d'un commun accord le contrat liant le joueur et le club.

### Londrina
Le 28 février 2017, Brandão s'engage avec le club amateur de Londrina, évoluant dans le championnat régional de Minas Gerais au Brésil.

### Levadiakos
Le 28 juillet 2017, Brandão rejoint l'ancien marseillais José Anigo en Grèce, après avoir signé à Levadiakos. Il raccroche les crampons à l'issue de la saison pour entamer une carrière d'entraîneur.

## Statistiques
| Saison                | Club                       | Championnat           | Championnat | Championnat | Coupe nationale | Coupe nationale | Coupe de la Ligue | Coupe de la Ligue | Supercoupe | Supercoupe | Compétition(s) continentale(s) | Compétition(s) continentale(s) | Compétition(s) continentale(s) | Total | Total |
| Saison                | Club                       | Division              | M.          | B.          | M.              | B.              | M.                | B.                | M.         | B.         | Comp.                          | M.                             | B.                             | M.    | B.    |
| 2002-2003             | Chakhtar Donetsk           | Premier-Liha          | 18          | 4           | 6               | 1               | -                 | -                 | -          | -          | C1+C3                          | 1+1                            | 0                              | 26    | 5     |
| 2003-2004             | Chakhtar Donetsk           | Premier-Liha          | 18          | 8           | 3               | 1               | -                 | -                 | -          | -          | C1+C3                          | 3+2                            | 1+0                            | 26    | 10    |
| 2004-2005             | Chakhtar Donetsk           | Premier-Liha          | 21          | 12          | 5               | 5               | -                 | -                 | -          | -          | C1+C3                          | 7+3                            | 2+1                            | 36    | 20    |
| 2005-2006             | Chakhtar Donetsk           | Premier-Liha          | 26          | 15          | 1               | 1               | -                 | -                 | -          | -          | C1+C3                          | 2+7                            | 0+5                            | 36    | 21    |
| 2006-2007             | Chakhtar Donetsk           | Premier-Liha          | 20          | 9           | 5               | 1               | -                 | -                 | 1          | 0          | C1+C3                          | 8+2                            | 0+0                            | 36    | 10    |
| 2007-2008             | Chakhtar Donetsk           | Premier-Liha          | 25          | 12          | 3               | 2               | -                 | -                 | 1          | 0          | C1                             | 10                             | 5                              | 39    | 19    |
| 2008-2009             | Chakhtar Donetsk           | Premier-Liha          | 12          | 5           | 1               | 0               | -                 | -                 | 1          | 0          | C1                             | 7                              | 1                              | 21    | 6     |
| Sous-total            | Sous-total                 | Sous-total            | 140         | 65          | 24              | 11              | 0                 | 0                 | 3          | 0          | -                              | 53                             | 15                             | 220   | 91    |
| 2008-2009             | Olympique de Marseille     | Ligue 1               | 16          | 7           | 1               | 0               | -                 | -                 | -          | -          | -                              | -                              | -                              | 17    | 7     |
| 2009-2010             | Olympique de Marseille     | Ligue 1               | 30          | 8           | 2               | 0               | 3                 | 4                 | -          | -          | C1+C3                          | 6+2                            | 1+0                            | 43    | 13    |
| 2010-2011             | Olympique de Marseille     | Ligue 1               | 19          | 1           | 1               | 0               | 3                 | 1                 | -          | -          | C1                             | 7                              | 2                              | 30    | 4     |
| 2011-2012             | Olympique de Marseille     | Ligue 1               | 17          | 1           | 3               | 3               | 2                 | 2                 | -          | -          | C1                             | 4                              | 1                              | 26    | 7     |
| Sous-total            | Sous-total                 | Sous-total            | 82          | 17          | 7               | 3               | 7                 | 7                 | 0          | 0          | -                              | 19                             | 4                              | 115   | 31    |
| 2011                  | Cruzeiro EC (prêt)         | Brasileirão           | 5           | 0           | -               | -               | -                 | -                 | -          | -          | CL                             | 1                              | 0                              | 6     | 0     |
| 2011                  | Grêmio Porto Alegre (prêt) | Brasileirão           | 14          | 4           | -               | -               | -                 | -                 | -          | -          | -                              | -                              | -                              | 14    | 4     |
| Sous-total            | Sous-total                 | Sous-total            | 19          | 4           | 0               | 0               | 0                 | 0                 | 0          | 0          | -                              | 1                              | 0                              | 20    | 4     |
| 2012-2013             | AS Saint-Étienne           | Ligue 1               | 27          | 11          | 3               | 1               | 5                 | 2                 | -          | -          | -                              | -                              | -                              | 35    | 14    |
| 2013-2014             | AS Saint-Étienne           | Ligue 1               | 26          | 5           | 1               | 1               | 1                 | 0                 | -          | -          | C3                             | 4                              | 3                              | 32    | 9     |
| Sous-total            | Sous-total                 | Sous-total            | 53          | 16          | 4               | 2               | 6                 | 2                 | 0          | 0          | -                              | 4                              | 3                              | 67    | 23    |
| 2014-2015             | SC Bastia                  | Ligue 1               | 9           | 0           | -               | -               | 1                 | 0                 | -          | -          | -                              | -                              | -                              | 10    | 0     |
| 2015-2016             | SC Bastia                  | Ligue 1               | 26          | 3           | 2               | 1               | -                 | -                 | -          | -          | -                              | -                              | -                              | 28    | 4     |
| Sous-total            | Sous-total                 | Sous-total            | 35          | 3           | 2               | 1               | 0                 | 0                 | 0          | 0          | -                              | 0                              | 0                              | 37    | 4     |
| Total sur la carrière | Total sur la carrière      | Total sur la carrière | 412         | 105         | 37              | 17              | 15                | 9                 | 3          | 0          | -                              | 77                             | 22                             | 544   | 153   |

## Palmarès

### En club
Avec le Chakhtar Donetsk, Brandão est Champion d'Ukraine à trois reprises en 2005, 2006 et 2008 et vice-champion à trois reprises également en 2003, 2004 et 2007. Il remporte la Coupe d'Ukraine en 2008 en battant le Dynamo Kiev et après s'être incliné déjà trois fois en finale lors des éditions 2003, 2005 et 2007 contre ce même Dynamo Kiev. Il remporte également la Supercoupe d'Ukraine en 2008 en battant ce même Dynamo Kiev contre qui il s'était incliné en 2006 et 2007.
Parti ensuite dans l'hexagone, il est Champion de France en 2010 avec l'Olympique de Marseille et vice-champion lors des saisons 2008-2009 et 2010-2011. Il remporte la Coupe de la Ligue 2010 (3-1 contre les Girondins de Bordeaux) en devenant le meilleur buteur de la compétition (4 buts) et la coupe de la ligue 2012 en marquant le seul but du match lors de la prolongation contre l'Olympique lyonnais en finale.
Avec l'AS Saint-Étienne, il remporte sa troisième Coupe de la Ligue en 2013 en battant le Stade rennais en marquant le seul but du match.
Avec le Sporting Club de Bastia, il est finaliste de cette même Coupe de la Ligue en 2015 mais défait largement par le Paris SG.

### Distinctions personnelles
- Meilleur buteur du Championnat d'Ukraine en 2006 (15 buts).
- Meilleur buteur de la Coupe de la Ligue 2010 (4 buts).
- Elu meilleur joueur de la finale de la Coupe de la Ligue 2013.

## Style de jeu
À son arrivée à l'OM, on apprend que Darijo Srna, son ancien coéquipier au Shakhtar Donetsk, le compare à l'attaquant italien Luca Toni. « C'est le même type de joueur. Il a un timing parfait dans la surface. Son jeu de tête est remarquable. Il est très puissant, c'est un gagnant, un battant, mais aussi un provocateur qui commet beaucoup de fautes », détaille alors un journaliste ukrainien.
Le style de jeu de Brandão est assez atypique : là où la plupart des attaquants brésiliens se distinguent par leur jeu technique, Brandão se caractérise par un jeu davantage basé sur sa puissance physique. Lors des phases défensives de l'équipe, il n'hésite pas à harceler les défenseurs adverses par un pressing incessant, empêchant aussi une relance propre de l'adversaire, et lui valant de parcourir des distances impressionnantes lors d'un match (13 km relevés en moyenne, soit autant qu'un milieu défensif), mais aussi de commettre un grand nombre de fautes.
Brandão ne se distingue pas par son adresse devant le but, notamment quand il s'agit de son pied droit. En revanche, il est beaucoup plus efficace dans le jeu aérien. Sans se procurer énormément d'occasions lors d'un match, son jeu de pivot permet à ses coéquipiers de s'ouvrir le chemin du but. Sa vitesse de course - malgré son gabarit plus qu'imposant - lui permet de compenser une vitesse d'exécution perfectible.
On parle souvent de lui comme un attaquant qui « pèse sur les défenses ».